# Phosphate de sodium
Pour les articles homonymes, voir Phosphate de sodium (homonymie).
Le phosphate de sodium ou phosphate trisodique est un composé chimique de formule Na3PO4. Le TSP est utilisé comme agent de nettoyage, adjuvant, lubrifiant, additif alimentaire, détachant et dégraissant. C'est l'additif alimentaire E339(iii).
Il s'agit d'un produit irritant. En laboratoire, il est conseillé de le manipuler avec des lunettes et des gants.
À la Belle Époque, le phosphate de sodium était considéré par les médecins comme un médicament purgatif. 

## Additif alimentaire
Les phosphates de sodium, y compris le phosphate monosodique, le phosphate disodique et le phosphate trisodique, sont approuvés en tant qu'additifs alimentaires dans l'Union européenne, sous les numéros respectifs E339(i), E339(ii) et E339(iii). Ils sont couramment utilisés comme régulateurs d'acidité, avec le numéro E collectif E339. Selon la Food and Drug Administration des États-Unis, les phosphates de sodium sont généralement considérés comme sûrs,.